# Bulbophyllum johannis
Bulbophyllum johannis là một loài phong lan thuộc chi Bulbophyllum.